# Thomas Percy (ok. 1560–1605)

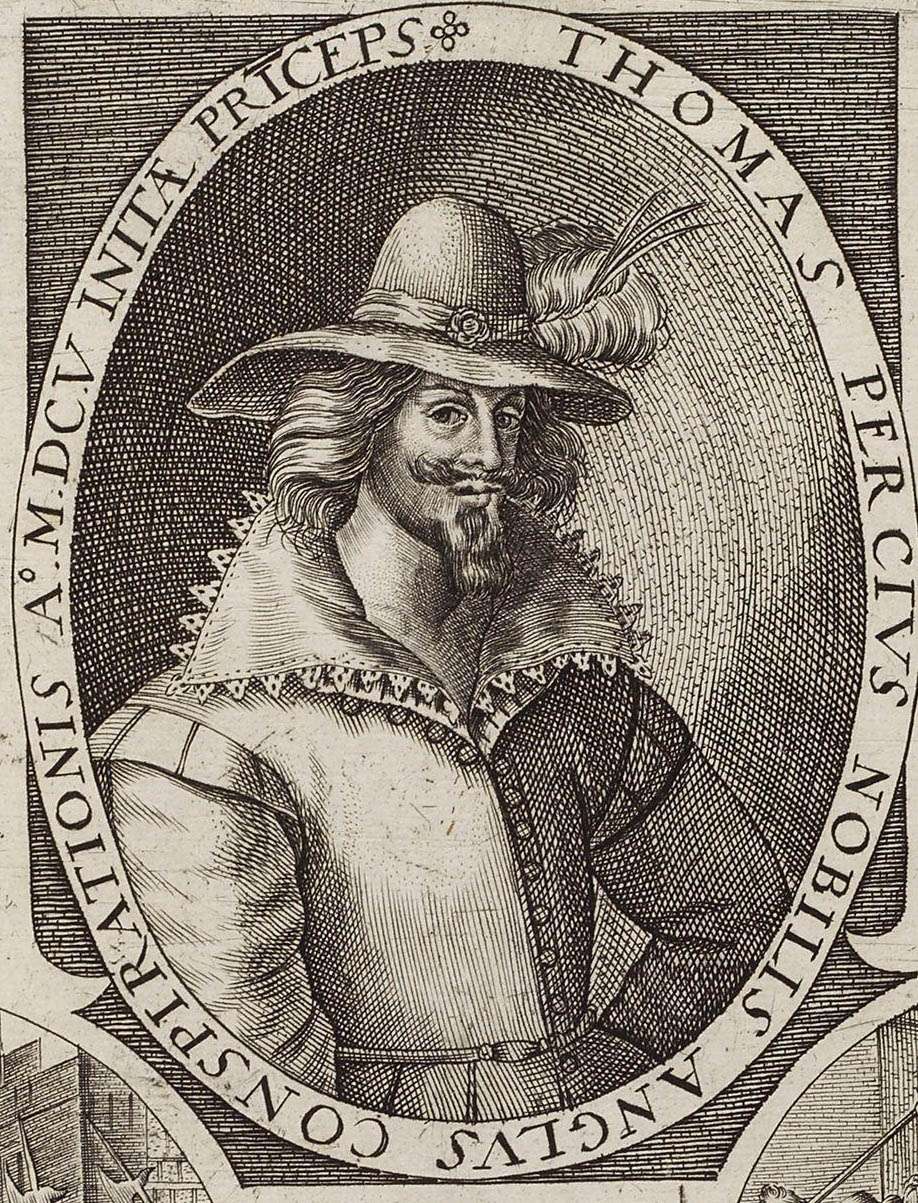

Thomas Percy (ur. ok. 1560, zm. 8 listopada 1605) – brytyjski polityk. Był członkiem grupy prowincjalnych  angielskich katolików, którzy planowali nieudany Spisek Prochowy z roku 1605. Wysoki, fizycznie imponujący mężczyzna, niewiele wiadomo o jego wczesnym życiu poza jego maturalizacją w 1579 roku i jego małżeństwie w 1591 r. z Marthą Wright. W 1596 r. jego drugi kuzyn został usunięty. Henry Percy, 9. Książę Northumberland, mianował go strażnikiem z zamku Alnwick i sprawił, że był odpowiedzialny za północne posiadłości rodziny Percy. W latach 1600–1601 służył w hrabstwie Low Countries, a w latach poprzednich 1603 był pośrednikiem w szereg poufnych kontaktów z królem Szkocji Jakubem VI.
Po wstąpieniu Jakuba I na angielski tron w 1603 roku, Percy poczuł się rozczarowany nowym królem, który obiecał przychylić się i poprzeć angielskich katolików. Jego spotkanie w czerwcu 1603 r. z Robertem Catesby, religijnym zelotą podobnym do nowej dynastii królewskiej, doprowadziło w następnym roku do spisku, aby zabić króla i jego ministrów. Spisek polegał na wysadzeniu Izby Lordów podłożonym w piwnicach prochem. Percy pomógł finansować grupę i zabezpieczyć wynajęcie nieruchomości w Londynie, z których jedną z nich były piwnice usytuowane bezpośrednio pod Izbą Lordów. W tych piwnicach zostały ostatecznie umieszczone beczki z prochem. Spiskowcy planowali również rozpętać powstanie w Midlands i porwać córkę Jamesa, księżniczkę Elżbietę. Percy miał pozostać w Londynie i osłaniać brata, księcia Henry'ego
Kiedy spisek został odkryty 5 listopada 1605 r., Percy natychmiast uciekł do Midlands, dogadując się z pozostałymi spiskowcami w drodze do Dunchurch w Warwickshire. Ucieczka zakończyła się na granicy Staffordshire, w Holbeche House, gdzie zostali schwytani 8 listopada przez szeryfa Worcester i jego ludzi. Percy został podobno zabity przez tę samą muszkietkę jak Catesby i został pochowany w pobliżu. Jego ciało zostało później ekshumowane, a jego głowa wystawała ponad Parlamentem.
W młodości Percy był podobno "bardzo porywczy i rwący się do walki", chociaż jego porywczość została nieco złagodzona przez nawrócenie na katolicyzm.